# Annaburg
Annaburg (Gehmen en allemand) est une petite ville de l'arrondissement de Wittemberg dans l'État de Saxe-Anhalt (Allemagne).

## Municipalité
La commune, outre la ville d'Annaburg, comprend les villages de Löben, Purzien, Premsendorf et Meuselko.

## Histoire
La ville a été fondée d'abord comme village autour du château fort de Lochau, construit par la dynastie ascanienne au XIIIe siècle. Frédéric le Sage y construit à sa place un château de chasse en 1500, reconstruit à partir de 1572 par Auguste le Pieux qui le renomme Annaburg en l'honneur de son épouse, née princesse de Danemark.
Après le Congrès de Vienne clos en 1815, Annaburg devient prussienne. Elle avait perdu son droit de cité au XVIIe siècle, ce droit est rétabli en 1939.
Pendant la Seconde Guerre mondiale, le camp principal pour prisonniers de guerre indiens est installé à Annaburg, où sont recrutés les volontaires pour intégrer la Légion indienne de la Wehrmacht.

## Architecture
- Château d'Annaburg (1572-1575), résidence de la margravine Anne de Saxe, fille de Christian III de Danemark

## Économie
La ville a une manufacture de porcelaine, fondée par Adolf Heckmann en 1874, qui existe toujours (privatisée à nouveau en 1991) avec un musée aujourd'hui.

## Personnalités liées à la ville
- Frédéric III de Saxe (1463-1525), électeur mort au château de Lochau.
- Hedwige de Danemark (1581-1641), électrice morte au château de Lichtenburg.

## Jumelages
- Verl (Allemagne) depuis 1990